# Świdnik
Świdnik è una città polacca del distretto di Świdnik nel voivodato di Lublino.
Ricopre una superficie di 20,35 km² e nel 2007 contava 40 082 abitanti.